# Musée Quesnel-Morinière
Le musée Quesnel-Morinière est un musée des beaux-arts et d'archéologie de la ville de Coutances, situé au numéro 2 de la rue du même nom, non loin de la cathédrale, et est classé Musée de France. Ses collections regroupent majoritairement des peintures d'artistes locaux du XVIIe siècle au XXe siècle, des œuvres d'art graphiques, des sculptures, des céramiques ou des poteries typiques de la région et des objets issus de fouilles locales. Les noms Quesnel et Morinière rappellent ceux des époux qui furent les anciens propriétaires du bâtiment abritant le musée.

## Histoire

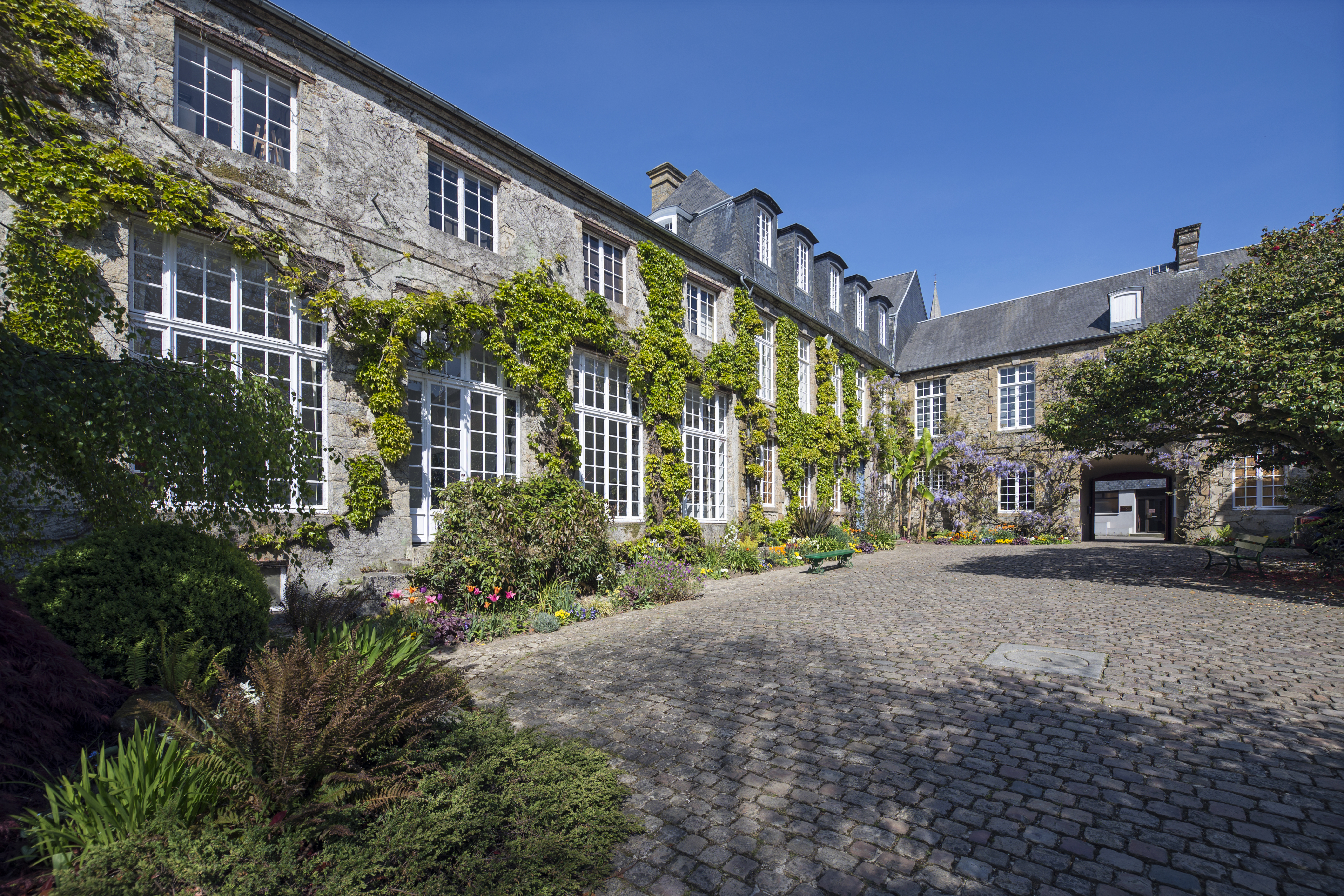
Cour du musée.

Le musée est situé dans un hôtel particulier datant du XVIIe siècle, lui-même situé en bordure du Jardin des plantes de la ville, à proximité de l'Hôtel de Ville et de la cathédrale.
Historiquement, le parc et l'immeuble devinrent la propriété de Jean-Jacques Quesnel en 1823, lequel promit, en 1852, de léguer le tout à la municipalité. Sur proposition de Basile Quesnel, artiste local, le conseil municipal créa le musée le 24 août 1868, et c'est d'abord la Société archéologique de Coutances qui le finança. L'ouverture officielle eut lieu en 1874. Le musée subit les bombardements de 1944 qui détruisirent certaines parties des œuvres, en particulier les armes et la collection de pièces de monnaie.

## Collections

### Origines
Les collections sont constituées de dons de la société académique du Cotentin et de dépôts de l’État. Elles se sont étoffées grâce au premier conservateur du musée, Léon Quesnel, décédé en 1896. D’importants dons et legs sont venus enrichir les collections : des peintures et dessins, des œuvres du « Pou qui grimpe », mouvement artistique local, des estampes de la cathédrale, des sculptures  de la donation Ernest-Hulin.
Ces collections sont complétées par un fonds normand qui comprend un ensemble exceptionnel de céramiques du Cotentin, don du Dr Stephen-Chauvet, mais aussi deux toiles de Hambye, du mobilier domestique, des sculptures religieuses et des objets issus de fouilles archéologiques locales.

### Présentation au public
Les collections sont présentées dans sept salles d’exposition permanente selon un parcours à la fois chronologique et thématique. Parmi elles : la grande galerie, consacrée au XIXe siècle, présente notamment les sculptures de la donation Ernest-Hulin ; l'enfilade donne à contempler des œuvres de Robert Bichue et de Joseph Vernet ; la troisième salle se trouve réservée au XVIIe siècle ; le cabinet d'arts graphiques permet de consulter 60 oeuvres de la collection de gravures et dessins du musée qui en comprend 1500 ; la salle d'art moderne et contemporain présente des toiles d’Alain Fournier, de François Enault, de l’impressionniste Henri Pacquet ou encore du mouvement artistique coutançais « Le pou qui grimpe ».
Selon le quatrième inventaire des collections qui s'est achevé en 2014, le musée compte environ 5 000 objets, dont les œuvres suivantes :
- Portrait des nièces de l'artiste (pastel) : Charles Léandre
- Paysage : Louis Étienne Watelet
- Moïse sauvé des eaux : Bartolomeo Biscaino
- Portrait de l'amiral Jean-Marthe-Adrien Lhermitte dit le Brave (1766-1826) (pastel) : Langlois de Sézanne
- Portrait de la Baronne Lhermitte, femme de l'amiral (pastel) : Langlois de Sézanne
- Bélisaire : Auguste Leroux
- Cavalier arabe dans le sud (66x45) : Armand Point